# Rybionek
Rybionek – wieś w Polsce położona w województwie mazowieckim, w powiecie sochaczewskim, w gminie Rybno.
Wsie Ludwików i Rybionek tworzą jedno sołectwo Ludwików-Rybionek.
| SIMC    | Nazwa     | Rodzaj    |
| ------- | --------- | --------- |
| 0736899 | Grabowiec | część wsi |

W latach 1975–1998 miejscowość administracyjnie należała do województwa skierniewickiego.
Sołectwo Ludwików-Rybionek 31 grudnia 2013 roku liczyło 141 mieszkańców.